# Huntsville (Texas)
Huntsville è una città degli Stati Uniti d'America, capoluogo della contea omonima, nello stato del Texas.
Si estende su una superficie di 80,9 km² e nel 2000 contava 35.078 abitanti, passati a 37.747 secondo una stima del 2007.
Si trova a circa 70 miglia a nord di Houston nel Texas orientale Piney Woods sulla Interstate 45, che corre tra Houston e Dallas. Huntsville è sede della Sam Houston State University, il Texas Department of Criminal Justice, Huntsville State Park, il HEARTS Veterans Museum of Texas, che si trova sul Texas Veterans Memorial Parkway sulla Interstate 45, e il Museo della prigione del Texas, anche sulla Highway 75 nei pressi della Interstate 45. Huntsville era la residenza di Sam Houston, che è riconosciuto a Huntsville dal Memorial Museum Sam Houston e una statua sulla Interstate 45.

## Storia
La città ebbe il suo inizio intorno al 1836, quando Pleasant ed Ephraim Gray aprirono una stazione commerciale sul sito. Ephraim Gray divenne il primo direttore delle poste nel 1837, chiamandolo come la sua città natale, Huntsville, in Alabama.
Huntsville divenne la casa di Sam Houston, che servì come Presidente della Repubblica del Texas, Governatore dello Stato del Texas, Governatore del Tennessee, Senatore degli Stati Uniti e membro del Congresso del Tennessee. Houston guidò l'esercito del Texas nella battaglia di San Jacinto, la vittoria decisiva della Rivoluzione del Texas. È stato notato per la sua vita tra i Cherokee del Tennessee e, verso la fine della sua vita, per la sua opposizione alla guerra civile americana, una posizione molto impopolare ai suoi tempi. [Importanza?] Huntsville ha due delle case di Houston, la sua tomba e il Sam Houston Memorial Museum. La vita di Houston a Huntsville è anche commemorata dalla sua omonima Sam Houston State University e da una statua di 21 metri. (La statua imponente, "A Tribute to Courage" dell'artista David Adickes, è stata descritta come la più grande statua al mondo di un eroe americano ed è facilmente visibile dai viaggiatori sull'Interstate 45.)
Huntsville fu anche la casa di Samuel Walker Houston (1864-1945), un importante pioniere afroamericano nel campo dell'istruzione. Nacque schiavo il 12 febbraio 1864 da Joshua Houston, uno schiavo di proprietà di Sam Houston. Samuel W. Houston fondò la Galilee Community School nel 1907, che in seguito divenne nota come Houstonian Normal and Industrial Institute, nella contea di Walker, in Texas.
Nel 1995, sulla base della vecchia scuola elementare Samuel W. Houston, l'Huntsville Independent School District, insieme alla Huntsville Arts Commission e all'Ex-Students Association del liceo, commissionarono la creazione di The Dreamers, un monumento per sottolineare il contributo della comunità afroamericana alla crescita e allo sviluppo di Huntsville e Walker County.

## Società

### Evoluzione demografica
A partire dal censimento del 2010, c'erano 35.078 persone, 10.266 famiglie e 7.471 famiglie residenti in città. La densità di popolazione era di 1438,3/kmq (10.135,1/miq). C'erano 11.508 unità abitative con una densità media di 1143,8/kmq (1372.4/miq). La composizione razziale della città era il 65,78% di bianchi, il 26,14% di afroamericani, lo 0,33% di nativi americani, l'1,11% di asiatici, lo 0,07% di isolani del Pacifico, il 4,91% di altre razze (censimento degli Stati Uniti) e l'1,65% di due o più razze . Ispanici o latini di qualsiasi razza erano il 16,22% della popolazione.
C'erano 10.266 famiglie, di cui il 25,3% aveva figli di età inferiore ai 18 anni che vivevano con loro, il 37,0% erano coppie sposate che vivevano insieme, il 12,5% aveva una donna capofamiglia senza marito presente e il 46,7% erano non famiglie. Il 30,8% di tutte le famiglie era composto da individui e il 7,5% aveva qualcuno che viveva da solo di 65 anni o più. La dimensione media della famiglia era 2,31 e la dimensione media della famiglia era 2,97.
In città la popolazione era distribuita, con il 15,1% di età inferiore ai 18 anni, il 29,3% di età compresa tra 18 e 24 anni, il 30,8% di età compresa tra 25 e 44 anni, il 16,3% di età compresa tra 45 e 64 anni e l'8,5% di età compresa tra 65 anni o più vecchio. L'età media era di 28 anni. Per ogni 100 femmine, c'erano 152,9 maschi. Per ogni 100 femmine dai 18 anni in su, c'erano 163,8 maschi. La popolazione carceraria è inclusa nella popolazione della città, il che si traduce in un rapporto tra i sessi significativamente distorto.
Il reddito medio per una famiglia in città era di $ 27.075 e il reddito medio per una famiglia era di $ 40.562. I maschi avevano un reddito medio di $ 27,386 contro $ 22.908 per le femmine. Il reddito pro capite per la città era di $ 13.576. Circa il 13,1% delle famiglie e il 23,9% della popolazione erano al di sotto della soglia di povertà, inclusi il 23,9% di quelli di età inferiore ai 18 anni e il 14,7% di quelli di età pari o superiore a 65 anni.

## Geografia fisica

### Territorio
Huntsville si trova a 30 ° 42'41 "N 95 ° 32'54" W (30,711254, -95,548373).
Secondo lo United States Census Bureau, la città ha una superficie di 35,86 miglia quadrate nel 2010.
A livello di prefisso, l'area territoriale copre 559.661 miglia quadrate. e l'area dell'acqua 7,786 mq.
Huntsville si trova a circa 70 miglia (110 km) a nord di Houston. Fa parte della megaregione del Texas Triangle.

### Clima
Il clima di questa zona è caratterizzato da estati calde e umide e inverni generalmente miti o freschi. Secondo il sistema di classificazione del clima di Köppen, Huntsville ha un clima subtropicale umido, abbreviato "Cfa" sulle mappe climatiche.

## Economia
A partire dal 2005 il più grande datore di lavoro a Huntsville è il Dipartimento di giustizia penale del Texas, con 6.744 dipendenti. Nel 1996 il TDCJ aveva 5.219 dipendenti a Huntsville. Robert Draper del Texas Monthly descrisse Huntsville come la "città aziendale" del TDCJ; ha affermato che l'industria era "a prova di recessione" e che "è difficile trovare una persona a Huntsville che non abbia almeno un'affiliazione indiretta con il sistema carcerario" poiché molte aziende si affidano indirettamente alla sua presenza. A partire dal 1996 il TDCJ impiegava oltre il doppio del numero di persone impiegate dalla Sam Houston State University, il secondo datore di lavoro della città.
A partire dal 2005 Sam Houston State è rimasto il secondo datore di lavoro a Huntsville, con 2.458 dipendenti. L'università ha un ruolo importante nello studio della criminologia. Il terzo datore di lavoro è l'Huntsville Independent School District, con 974 dipendenti. Il quarto datore di lavoro più grande, l'Huntsville Memorial Hospital, ha 540 dipendenti. 517 dipendenti lavorano per il quinto datore di lavoro, Wal-Mart.
A partire dal 2007 il reddito medio di Huntsville era inferiore al reddito medio del Texas.

## Governo

### Dipartimento di giustizia penale del Texas
Huntsville ha la sede del Dipartimento di giustizia penale del Texas (TDCJ), l'agenzia del Texas che gestisce le strutture penitenziarie statali per adulti. Il sistema carcerario del Texas ha sede a Huntsville sin dalla fondazione del Texas come repubblica, e il TDCJ è l'unica grande agenzia statale che non ha sede ad Austin, la capitale dello stato.
Diverse prigioni maschili del TDCJ, tra cui la Byrd Unit, la Goree Unit, la Huntsville Unit (sede della camera di esecuzione dello stato) e la Wynne Unit, si trovano entro i limiti della città di Huntsville. Anche l'unità Holliday, un'unità di trasferimento, è a Huntsville.
Il magazzino della regione centrale di TDCJ e il magazzino della prigione di Huntsville si trovano nel complesso della sede del TDCJ. Il magazzino del servizio di ristorazione è dietro l'unità Wynne. Il TDCJ gestisce l'ufficio per la libertà vigilata del distretto di Huntsville a Huntsville.
A partire dal 1996 il direttore del TDCJ risiedeva in un palazzo dall'altra parte della strada rispetto all'unità di Huntsville.

### Altre agenzie statali
La Texas Forensic Science Commission ha sede presso la Sam Houston State University.

## Cultura
Nel settembre 2009, l'Huntsville Cultural District è stato designato dalla Texas Commission on the Arts come uno dei primi sette distretti culturali statali.
Il distretto culturale di Huntsville comprende una varietà di strutture e attrazioni tra cui: Musei e gallerie d'arte Studi e laboratori di artisti Dimore e siti storici Teatri e spettacoli Eventi e festival culturali
Il Distretto Culturale ospita alcune delle più belle architetture storiche del Texas. A valorizzare gli edifici del centro ci sono i murales dell'artista di fama mondiale Haas. Puoi anche visitare case artisticamente uniche costruite con materiali riciclati create da Dan Phillips di Phoenix Commotion. Puoi goderti tour a piedi e in auto autoguidati, attività artistiche, spettacoli di musica-teatro-danza, shopping, antiquariato e ristoranti unici.
Altre offerte culturali includono SHSU's of Fine Arts and Mass Communication, The Wynne Home Arts Center, Town Theatre, Sam Houston Memorial Museum, Sam Houston Folk Festival e Community Theatre.
Ruth Massingill e Ardyth Broadrick Sohn, autori di Prison City: Life with the Death Penalty a Huntsville, in Texas, hanno affermato che Huntsville condivide diversi tratti con altre piccole città. Ad esempio, molti addetti ai lavori includono membri delle famiglie fondatrici di Huntsville, che ancora risiedono a Huntsville. Hanno anche detto che "Il disaccordo è una tradizione di Huntsville ben consolidata". Gli autori affermano che il dibattito è una parte significativa dell'agenda della leadership e che i residenti di Huntsville non sono d'accordo sulla pena capitale.